# Faramea permagnifolia
Faramea permagnifolia är en måreväxtart som beskrevs av John Duncan Dwyer och Charlotte M. Taylor. Faramea permagnifolia ingår i släktet Faramea och familjen måreväxter.
Artens utbredningsområde är Costa Rica. Inga underarter finns listade i Catalogue of Life.